# Pyrat (Gemeinde Brand-Laaben)
Pyrat ist die Bezeichnung von einer Gruppe von Zerstreuten Häusern auf der gleichnamigen Katastralgemeinde (Schreibung Pyrath) in der Gemeinde Brand-Laaben, Niederösterreich.
Die Streusiedlung Pyrat liegt nordwestlich von Laaben und ist von den Landesstraßen L119 und L110 über Güterwege erreichbar. Zur Katastralgemeinde Pyrath zählen auch vier Einzellagen. Im Franziszeischen Kataster von 1821 ist Pyrat in zwei Ortsteilen, nämlich Ober-Pihrath und Unter-Pihrath verzeichnet.